# Liste der Premierminister von Gabun
Dies ist eine Liste der Premierminister von Gabun, seit der Unabhängigkeit am 7. August 1960.
| Bild | Name                            | Personendaten | Amtszeit                           | Anmerkungen |
| ---- | ------------------------------- | ------------- | ---------------------------------- | --- |
|      | Léon M’ba                       | 1902–1967     | 21. Mai 1957–21. Februar 1961      | Vizepräsident des Regierungsrates vom 21. Mai 1957 bis 26. Juli 1958, Präsident des Regierungsrates vom 26. Juli bis 28. November 1958, Chef der provisorischen Regierung vom 28. Februar 1958 bis 27. November 1959 |
|      | Léon Mébiame                    | 1934–2015     | 16. April 1975–3. Mai 1990         | |
|      | Casimir Oyé-Mba                 | 1942–2021     | 3. Mai 1990–2. November 1994       | |
|      | Paulin Obame Nguema             | 1934–2023     | 2. November 1994–23. Januar 1999   | |
|      | Jean-François Ntoutoume Emane   | * 1939        | 23. Januar 1999–20. Januar 2006    | |
|      | Jean Eyeghe Ndong               | * 1946        | 20. Januar 2006–17. Juli 2009      | |
|      | Paul Biyoghé Mba                | * 1953        | 17. Juli 2009–28. Februar 2012     | |
|      | Raymond Ndong Sima              | * 1955        | 28. Februar 2012–27. Januar 2014   | |
|      | Daniel Ona Ondo                 | * 1945        | 27. Januar 2014–29. September 2016 | |
|      | Emmanuel Issoze-Ngondet         | 1961–2020     | 29. September 2016–11. Januar 2019 | |
|      | Julien Nkoghe Bekalé            | * 1958        | 12. Januar 2019–16. Juli 2020      | |
|      | Rose Christiane Ossouka Raponda | * 1964        | 16. Juli 2020–9. Januar 2023       | Erste Frau in dieser Position |
|      | Alain Claude Bilie By Nze       |               | 9. Januar 2023–29. August 2023     | |
|      | vakant                          |               | 30. August 2023–7. September 2023  | Militärputsch |
|      | Raymond Ndong Sima              | * 1955        | 7. September 2023–                 | |